# Várkonyi Endre
Várkonyi Endre, Weiszmann (Debrecen, 1926. szeptember 28. – 2020. szeptember 8.) magyar újságíró, szerkesztő. Várkonyi András színész apja.

## Élete
Weiszmann Gyula férfiruha-kereskedő és Frank Anna (1902–1936) fia. A második világháború alatt megjárta az eisenerzi, a mauthauseni táborokat és végül 1945-ben a gunskircheni koncentrációs táborban szabadult fel. Az ELTE bölcsészettudományi karán végzett magyar szakos tanárként. 1946-ban a Szabad Nép című napilapnál kezdett dolgozni. Huszonöt évig volt a Magyarország hetilap munkatársa. Tagja volt a Magyar Újságírók Országos Szövetségének.

## Művei
- A magyar címer útja; Kossuth, Bp., 1957
- Vámszedők; Zrínyi Ny., Bp. 1958 (Rendőrség kiskönyvtára)
- "Nem vagyunk Velencén!". Regény; B.M. Országos Rendőrfőkapitányság, Bp., 1959 (Rendőrség kiskönyvtára)
- Egy munkáscsalád költségvetése; Kossuth, Bp., 1960
- Emberség. Regény; Zrínyi Ny., Bp., 1960 (Belügyminisztérium kiskönyvtára)
- Éjszakai csengetés. Regény; Zrínyi Ny., Bp., 1961 (Belügyminisztérium kiskönyvtára)
- Szocialista módon... Három értelmiségi szocialista brigádról; Kossuth, Bp., 1963
- Történelem jelen időben (Kozmosz Könyvek, Budapest, 1977)
- Akié a föld...; Akadémiai, Bp., 1989 (Századunk emlékezik)
- Túlélőtoll (Ex Libris Kiadó, Budapest, 2009)

## Díjak, elismerések
- Munka Érdemrend arany fokozat (1977)[4]
- Újságírói nívódíj (5 alkalommal)
- Aranytoll (2000)[5]
- Radnóti Miklós antirasszista díj (2008)
- Vastoll-díj (2018)[6]